# Нефтекамск-Пассажирский
Нефтека́мск-Пассажирский — железнодорожная станция Горьковской железной дороги Ижевского отделения линии Амзя - Нефтекамск-Пассажирский в городе Нефтекамске.
Продажа билетов на все пассажирские поезда. Прием и выдача багажа не производятся. Курсирует ТЭП-70 с поездом 6407/6408  2 раза в день. Здание вокзала закрыто и не используется. Перрон в плачевном состоянии.
По заявлению Радия Хабирова в первой пятилетке 2019–2024 планируется построить Ж/Д линию Нефтекамск-Пассажирский—Агидель.